# Marek Suski
Marek Witold Suski (Grójec; 11 de Junho de 1958 — ) é um político da Polónia. Ele foi eleito para a Sejm em 25 de Setembro de 2005 com 12018 votos em 17 no distrito de Radom, candidato pelas listas do partido Prawo i Sprawiedliwość.
Ele também foi membro da Sejm 2001-.